# Kepler-487b
Kepler-487b es un planeta extrasolar que forma parte de un sistema planetario formado por al menos dos planetas. Orbita la estrella denominada Kepler-487. Fue descubierto en el año 2016 por la sonda Kepler por medio de tránsito astronómico.